# Hane

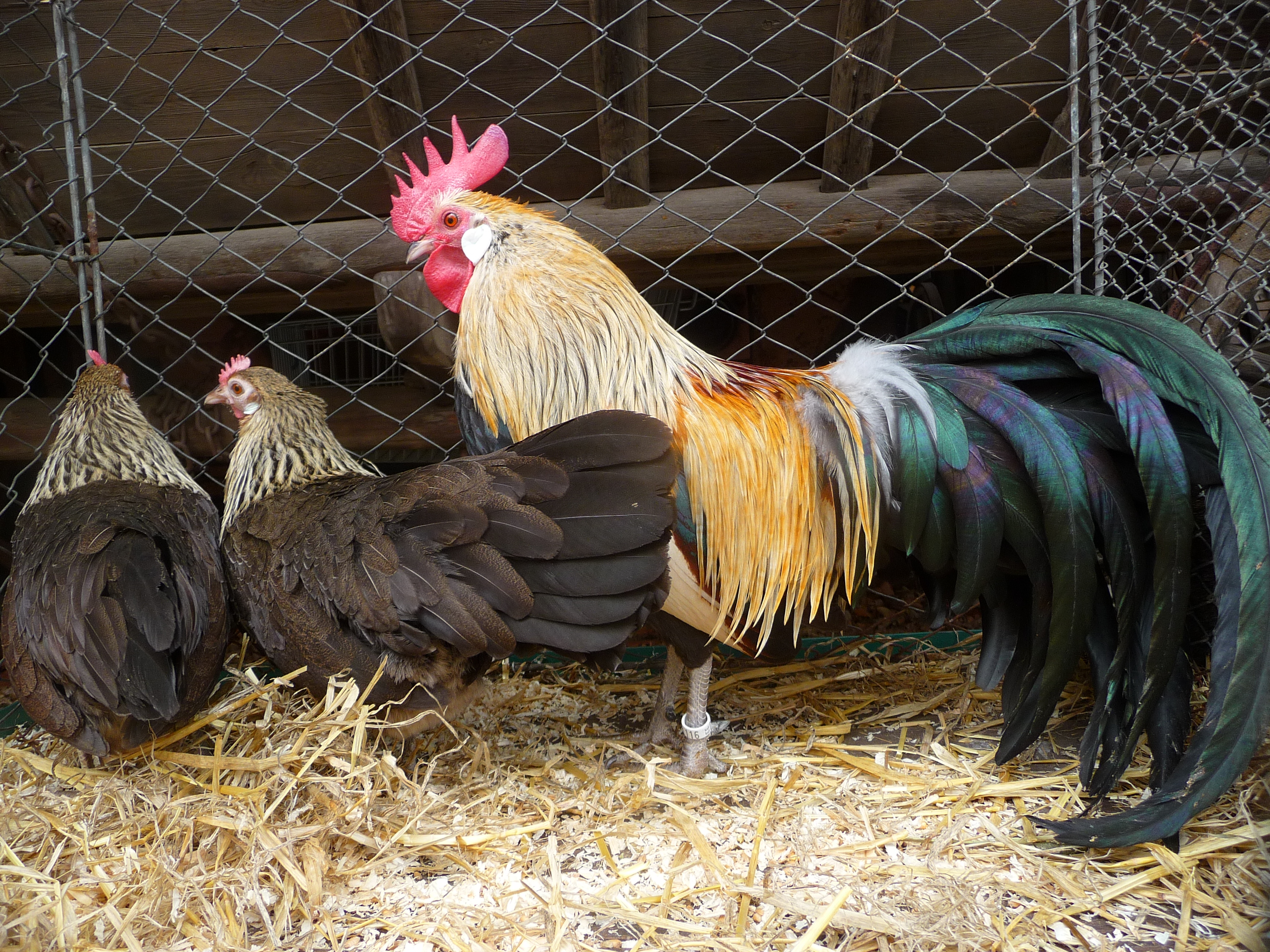
Tupp (till höger) och två hönor.

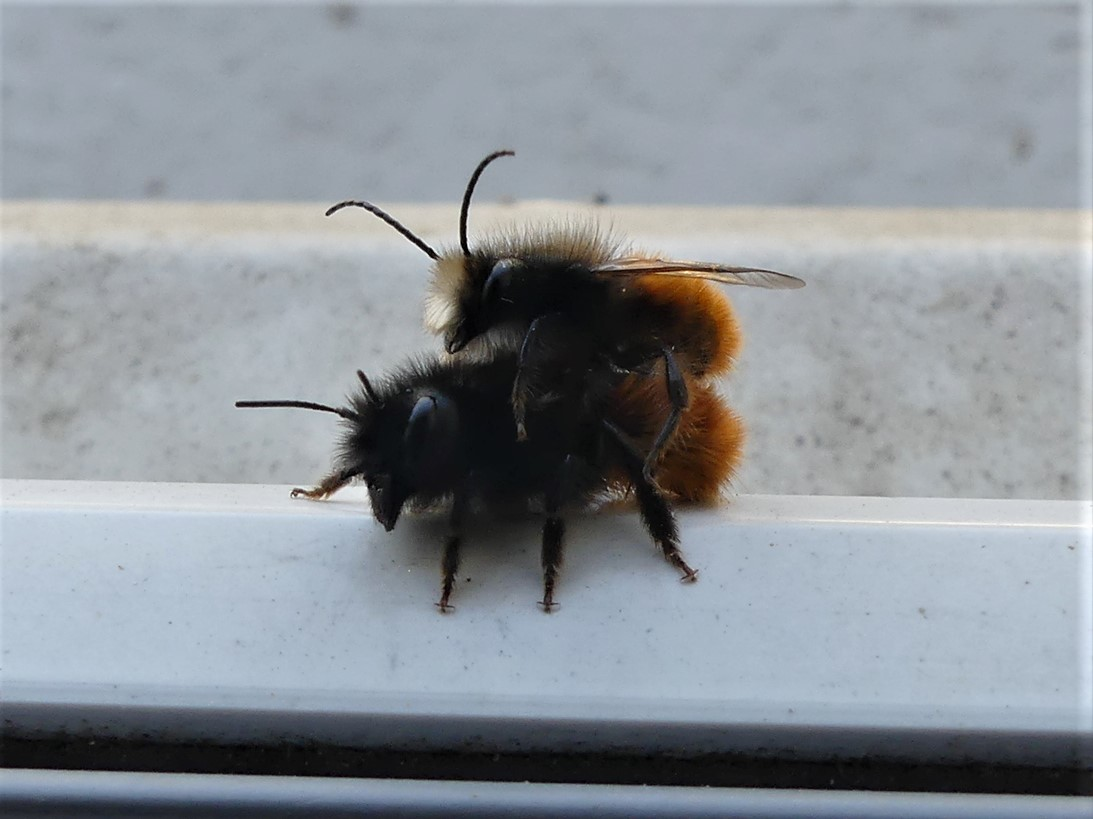
Hane (överst) och hona av ängshumla.

Den astronomiska symbolen för planeten mars används internationellt som symbol för hanar. Planeten i sin tur är uppkallad efter den romerska krigsguden med samma namn.

Hane, hanne eller handjur (♂) är hos djurarter med sexuell förökning den könstyp som fysiologiskt producerar spermier, i motsats till honor som är den andra könstypen och som fysiologiskt producerar ägg och som föder fram avkomman eller ett förstadium till detta, till exempel ett befruktat ägg. Hanliga egenskaper bland vissa växter förekommer också, till exempel bland humle.
Hanar har hos de flesta arter könskromosomuppsättningen XY, hos vissa arter är den dock ZZ och hos ytterligare andra X0. Hankönsindividerna brukar producera sädesceller med vilka honornas äggceller kan befruktas, varvid utvecklandet av en ny individ påbörjas. Hos de allra flesta arter finns äggcellerna i honans kropp vid befruktningstillfället, och för dettas skull brukar då speciella parningsakter utövas. Utmärks hos däggdjur (och kräldjur) av två könskromosomer, x och y i kombination. xx innebär hona och xy innebär hane. Detta medför att kampen mellan hanens spermier avgör genetiskt kön hos däggdjurens avkomma. Hos fåglar och groddjur är förhållandet omvänt, där har hondjuren wz och hanen zz.

## Hane, hanne
Hane eller hanne används bland annat om handjur bland fåglarna, företrädesvis av släktet hönsfåglar eller närstående släkten. Hane är även en äldre benämning på tupp. Hanegäll, som bildats av hane (tupp) och gala, betyder egentligen tuppens morgongalande, daggryningen.
Ordet han förekommer dessutom i växtvälden. Hanblomma är en blomma, som innehåller ståndare men inga pistiller.

## Källhänvisningar
1. 1 2  Norstedts uppslagsbok 1948